# عيظومة بليزية
العيظومة البليزية (الاسم العلمي:Ostreopsis belizeana) هي نوع من الأسناخ الصبغية تتبع جنس العيظومة من فصيلة كييسات النار.